# Branišov (okres České Budějovice)
Branišov (lidově a dříve též úředně Branšov, německy Branischen) je obec ležící v okrese České Budějovice v Jihočeském kraji, zhruba 5,5 km západně od centra Českých Budějovic. Žije zde 276 obyvatel.

## Části obce

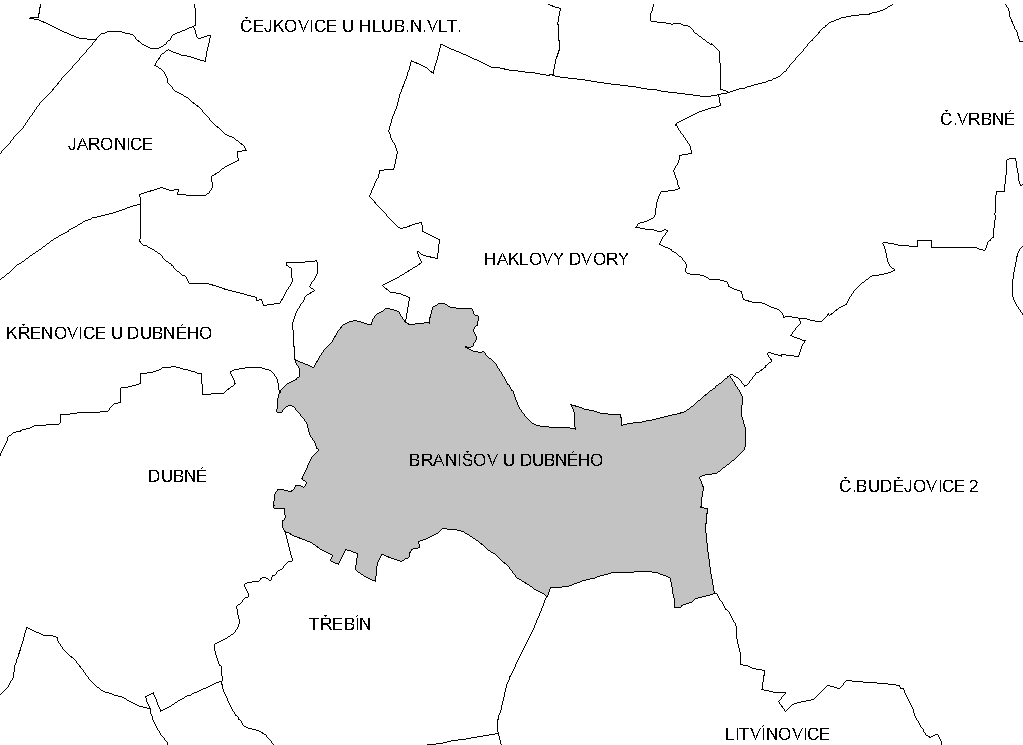
Katastrální území Branišova

Obec představuje jednu část a jedno katastrální území, nazvané Branišov u Dubného. Kromě vlastní vsi Branišov k ní přísluší též drobná osada U Jankarů (jinak U Jaukerů, podle Martina Jaukera, který se zde jako první někdy po roce 1799 usadil), situovaná při silnici do Českých Budějovic asi 900 m východně, dále samota zvaná dle polohy U Lesa (bývalá hájovna U Petrů), vzdálená nějakých 1,3 km vjv., a samota Hluchá Bašta při Návesním rybníce zhruba 1,1 km na sever.
Je zde obora Čertík (20 ha), ve které se chová daněk skvrnitý a jelen evropský.

## Historie

### Název
Dřívější název Branšov, německy Pranischen nebo Branischen. Název pochází pravděpodobně od lokátora nebo majitele Braniše.

### Historický vývoj
První písemná zmínka o vsi (Branischow) pochází z roku 1391. Ve starších dobách bývala ves rozdělena mezi několik vrchností: Jedna část byla poddána k blízké tvrzi Doubíčko, držené různými drobnými šlechtici od 14. století až do roku 1548, kdy Doubíčko i s příslušným dílem Branišova od bratří Jiřího, Kryštofa, Adama a Jáchyma Kořenských z Terešova odkoupilo město České Budějovice. Druhý díl Branišova náležel ke Třebínu, taktéž s vlastníky z řad nižší šlechty. Z nich poslední Hynek Vamberský z Rohatec pro účast na stavovském povstání propadl majetkem a konfiskovaný Třebín s příslušnou částí Branišova následně roku 1623 koupily České Budějovice, které pak pro většinu Branišova zůstaly vrchností až do zrušení poddanství. Od 17. století se připomíná Doubská (dnešní Hluchá) Bašta coby obydlí hlídače, spravujícího okolní městské rybníky. Drobné podíly v Branišově měly i další vrchnosti; na sklonku feudalismu v roce 1848 tak patřila jedna usedlost k panství Hluboká a jedna usedlost k panství Český Krumlov. Od roku 1850 je Branišov samostatnou obcí, s výjimkou období 1943 až 1945 a 12. června 1960 až 31. prosince 1993, kdy tvořil část obce Dubné.

### Vývoj obyvatelstva
| Rok            | 1840 | 1869 | 1880 | 1890 | 1900 | 1910 | 1921 | 1930 | 1950 | 1961 | 1970 | 1980 | 1991 | 2001 |
| -------------- | ---- | ---- | ---- | ---- | ---- | ---- | ---- | ---- | ---- | ---- | ---- | ---- | ---- | ---- |
| Počet obyvatel | 209  | 278  | 252  | 262  | 237  | 226  | 205  | 207  | 175  | 190  | 164  | 154  | 152  | 158  |
| Počet domů     | 29   | 36   | 35   | 41   | 37   | 37   | 37   | 41   | 47   | 46   | 44   | 45   | 55   | 60   |

## Pamětihodnosti

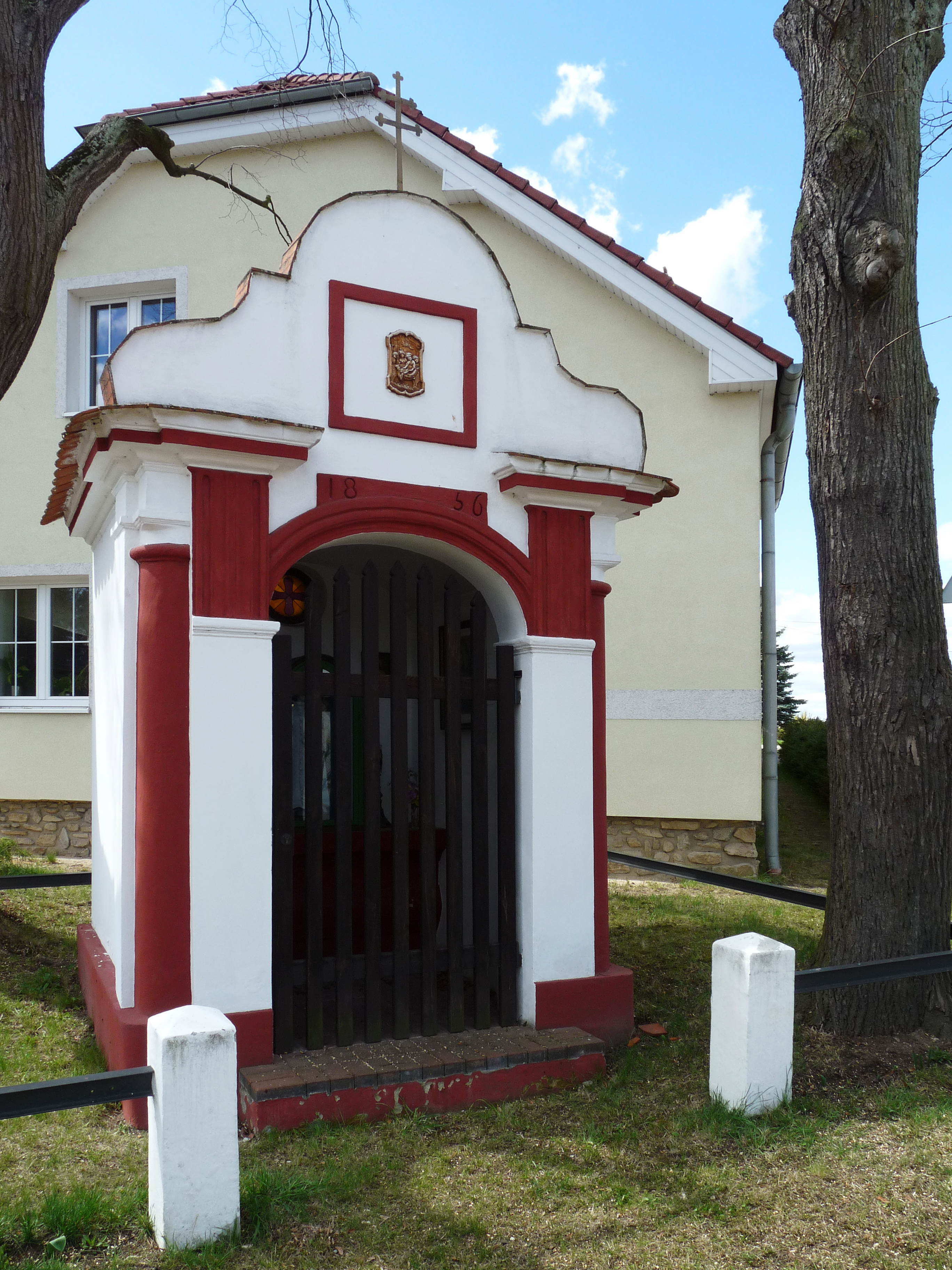
Kaple Nejsvětější Trojice

- Několik dochovaných usedlostí ze druhé poloviny 19. století (čp. 4, 6, 11, 18, 29)
- Kaplička Nejsvětější Trojice z roku 1856
- Železná sloupková zvonička, zvonek datován 1943
- Pomník padlým v první světové válce z roku 1922
- Kaple na samotě U Lesa, zbudovaná roku 1915 na paměť zesnulého Josefa Gramana nákladem jeho ženy Kateřiny
- Několik křížků: křížek u budějovické silnice severně od výše uvedené samoty z roku 1850, křížek z roku 1830 vedle této samoty, křížek na severním okraji obce na začátku polní cesty vedoucí k Hluché baště, a křížek s obrazem Panny Marie u Dubenského rybníka
- Kaple na Hluché Baště
- Řada stavení lidové architektury
- Tvrziště Doubíčko, terénní stopy středověké tvrze, opuštěné někdy koncem 15. století, na ostrově v severovýchodním rohu Návesního rybníka asi 100 m západně od Hluché Bašty